# Ichirō Fujisaki

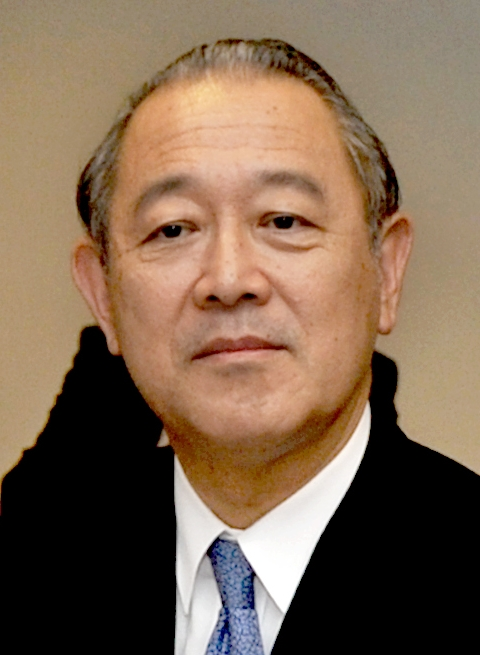
Ichirō Fujisaki (2010)

Ichirō Fujisaki (jap. 藤﨑 一郎, Fujisaki Ichirō; * 1947) ist ein japanischer Diplomat und seit Juni 2008 Botschafter seines Landes in den Vereinigten Staaten.
Fujisaki besuchte die Vereinigten Staaten erstmals als Schüler in den frühen 1960er Jahren. Sein Vater, Masato Fujisaki, war zu dieser Zeit von 1960 bis 1962 der japanische Generalkonsul in Seattle und die Familie lebte im Distrikt Magnolia. In den frühen 1970er Jahren studierte er für jeweils ein Jahr an der Brown University und der Stanford University Graduate School. Von 1987 bis 1988 war Fujisaki research associate des International Institute for Strategic Studies in London. Von 1991 bis 1995 war er lecturer für Internationale Beziehungen an Sophia-Universität in Tokio.
Während seiner diplomatischen Karriere, die er 1969 begann, war Fujisaki in Jakarta, in Paris bei der OECD, sowie in London tätig. Von 1995 bis 1999 arbeitete er an der japanischen Botschaft in Washington, D.C.
Vor seiner Ernennung zum japanischen Botschafter in den Vereinigten Staaten war er von 2005 bis 2008 stellvertretender Repräsentant Japans, im Rang eines Botschafters, in Genf bei den Vereinten Nationen und bei der Welthandelsorganisation (WTO). Während seines Aufenthaltes in Genf fungierte er des Weiteren als Vorsitzender des Exekutivkomitees des Hohen Flüchtlingskommissariats der Vereinten Nationen (UNHCR).
Innerhalb des japanischen Außenministeriums in Tokio bekleidete Fujisaki unter anderem den Posten als stellvertretender Generaldirektor der Asien-Abteilung sowie den des Generaldirektors der Nordamerika-Abteilung. Im Anschluss wurde er zum shingikan (Position unter den Staatssekretären) im Außenministerium ernannt. Während mehrerer G8-Treffen begleitete er den japanischen Premierminister als persönlicher Berater. Er spricht fließend englisch und französisch.
Fujisaki ist verheiratet und hat zwei Töchter, die in Japan als Journalistinnen arbeiten. Er ist ein Cousin des japanischen Politikers Takeaki Matsumoto.